# Hiệp hội bóng đá Botswana
Hiệp hội bóng đá Botswana (tiếng Anh: Botswana Football Association) là tổ chức quản lý, điều hành các hoạt động bóng đá ở nước Botswana. Hiệp hội quản lý đội tuyển bóng đá quốc gia Botswana, tổ chức các giải bóng đá như vô địch quốc gia và cúp quốc gia. Hiệp hội bóng đá Botswana gia nhập CAF năm 1976 và FIFA năm 1978.